# Vysoká škola politická ústředního výboru Komunistické strany Československa
Vysoká škola politická ústředního výboru Komunistické strany Československa (zkratka VŠP ÚV KSČ, přezdívaná „Vokovická Sorbonna“) byla stranická vysoká škola v Praze (později s pobočkou v Bratislavě). Byla založena roku 1953 na základě usnesení ÚV KSČ. Postupně fungovala pod různými názvy:
- Vysoká stranická škola při ÚV KSČ (1953–61)
- Vysoká stranická škola - Institut společenských věd při ÚV KSČ (1961–65)
- Vysoká škola politická ÚV KSČ (od roku 1966).[4]

Sídlila v Praze 6–Veleslavíně v ulici José Martího 269/31, nynějším sídle FTVS UK.

## Studium
Škola měla vychovávat politické kádry a je známá tím, že v očích veřejnosti nemělo tamní studium velkou prestiž (odtud i ironická přezdívka "vokovická Sorbonna"). Podle Malé československé encyklopedie „plnila funkci nejvyšší stranické politickovýchovné a vzdělávací instituce pro stranické pracovníky a současně zabezpečovala přípravu vědeckých kádrů strany v oblasti marx.-len. a společenských věd.“ Bylo možné zde získat titul RSDr. (doktor sociálně-politických věd, původně podle zákonného opatření Národního shromáždění 92/1966, „doktor sociálně politických nauk“, který se ovšem posměšně vysvětloval jako rozhodnutím strany doktor, rozum strana darovala, rerum srandarum doctor, rodné strany doktor apod.).
Jan Komenda (* 1946), někdejší „uvolněný předseda“ OV SSM v Českém Krumlově, popisuje studium na VŠP, které započal v roce 1979, jako čtyřleté denní studium, během něhož studenti, kteří měli rodiny, pobírali plat, zatímco ostatní studenti pobírali stipendium. Veškeré formy výuky byly údajně povinné (včetně přednášek), na škole vládl přísný, někdy až vojenský režim. V dané době škola podle něj disponovala jinde nevídaným vybavením, jako byly boxy se sluchátky při výuce cizích jazyků.
Jaroslav Čejka (* 1943), někdejší vedoucí oddělení českého ústředního výboru SSM a později vedoucí oddělení kultury ÚV KSČ, v knize rozhovorů „Vítězové? Poražení?“ uvedl (II. díl, str. 65): Kdo přišel na VŠP, tak dostudovat musel, tam neexistovalo, aby někoho vyhodili.

## Rektoři
- Rudolf Vetiška (1953–1963)[7]
- Vilém Nový (1963–1968)
- Milan Hübl (1968–1969)
- Jan Fojtík (1969)[8][9]
- Václav Kvěš (1969–1983)[10]
- Ladislav Novotný (1983–1990)[11]

## Vyučující
- Prof. PhDr. Vítězslav Rzounek, DrSc., literární kritik, komunistický ideolog a pozdější představitel komunistických represí na FF UK (na VŠP vyučoval od roku 1954)[12]
- Prof. František Havlíček, DrSc., vedoucí Katedry dějin Komunistické strany Sovětského svazu[13]

## Vybrané publikace VŠP z fondu Národní knihovny v Praze (včetně skript)
- Ilja Mráček: Vnitropodnikové chozrasčotní řízení v zemědělsko-potravinářském komplexu a sociální politika v zemědělství (1984)
- Jan Sucháček: Teoretické souvislosti prohlubování boje za mír, socialismus a sociální pokrok v současné etapě soudobé epochy (autoreferát kandidátské disertace, 1989)

## Vysoké školy s podobnými názvy
- Vysoká škola politických a hospodářských věd (nyní VŠE)
- Vysoká škola politická a sociální (založena roku 1945)
- Svobodná škola politických nauk (novinářská škola, založena roku 1928)[14]
- Vysoká škola politických a společenských věd